# Корноухов, Валентин Егорович
Валентин Егорович Корноухов (30 октября 1936, п. Ява, Чуйский район, Якутская АССР, РСФСР, СССР — 3 февраля 2011, Красноярск, Россия) — советский, российский учёный-криминалист, сфера научных интересов: дактилоскопия, криминалистическая методика, расследование экономических преступлений, судебная экспертиза.
Доктор юридических наук, профессор, заслуженный деятель науки Российской Федерации. Почётный член Международной академии наук Высшей школы.
Похоронен на Аллее Славы Бадалыкского кладбища.

## Биография
В 1963 г. окончил Саратовский юридический институт.
С 1967 г. по 1970 г. обучался в очной аспирантуре этого института.
В 1970 году под руководством профессора Д. П. Рассейкина подготовил и защитил кандидатскую диссертацию на тему: «Расследование и предупреждение хищений колхозного имущества, совершаемых путём присвоения, растраты либо путём злоупотребления служебным положением».
В 1986 году защитил докторскую диссертацию на тему: «Теория и практика комплексных криминалистических исследований свойств человека на основе использования специальных знаний».
С 1970 по 1999 год работал в Красноярском государственном университете заместителем декана юридического факультета, а затем заведующим кафедрой.
С 1999 по 2007 год — профессор кафедры криминалистики Сибирского юридического института МВД России (г. Красноярск).
С 2007 г. по 2011 г. — профессор кафедры уголовного процесса и криминалистики Сибирского института бизнеса, управления и психологии.
Сферу научных интересов профессора Корноухова составляли проблемы криминалистики и судебной экспертизы. В число основных направлений научной деятельности входят теория и практика судебной экспертизы и теоретические проблемы криминалистики.
В. Е. Корноухов разработал новую систему науки криминалистики; обосновал несколько иное, по сравнению с классическим подходом Р. С. Белкина, содержание её разделов; предложил новую структуру методик расследования преступлений и разработал 12 новых методик.
Награждён медалью «Ветеран труда».

## Основные научные труды
1. Курс криминалистики. Том 1 / отв. ред. проф. В. Е. Корноухов. — Красноярск: Кн. изд-во, 1996. — 448 с.
2. Курс криминалистики. Общая часть / отв. ред. В. Е. Корноухов. — М.: Юристъ, 2000. — 784 с.
3. Курс криминалистики. Особенная часть. Т. 1. Методики расследования насильственных и корыстно-насильственных преступлений / отв. ред. В. Е. Корноухов. — М.: Юристъ, 2001. — 634 с.
4. Курс криминалистики. Особенная часть. Т. 2. / В. Е. Корноухов [и др. ]; отв. ред. В. Е. Корноухов. — М.: Юристъ, 2004. — 541 с.
5. Корноухов В. Е. Основные положения методики расследования отдельных видов преступлений / В. Е. Корноухов // Актуальные проблемы криминалистики на современном этапе: Материалы научной конференции. — Краснодар, 1972. — с. 90-94.
6. Корноухов В. Е. Понятие и виды методик расследования преступлений / В. Е. Корноухов // Вестник криминалистики. Вып. 2(6). — Спарк, 2003. — 123 с.
7. Корноухов В. Е. О структуре методик по расследованию преступлений / В. Е. Корноухов // Вестник криминалистики. Вып. 2(10). — М.: Спарк, 2004. — 117 с.